# Jedność dzięki Królestwu
Jedność dzięki Królestwu – ogólnoświatowa seria kongresów (dużych spotkań religijnych) o charakterze międzynarodowym, zorganizowanych przez Świadków Jehowy. Kongresy rozpoczęły się latem 1983 roku na półkuli północnej, a zakończyły na początku 1984 roku na półkuli południowej. Uczestniczyły w nich co najmniej 3 276 942 osoby, a ochrzczono 38 832 osoby.

## Myśl przewodnia kongresu
W programie kongresu podkreślono znaczenie jedności panującej wśród Świadków Jehowy dzięki Królestwu Bożemu.

## Kongresy w Polsce
Świadkowie Jehowy w Polsce jednodniowe kongresy zorganizowali przeważnie w wynajętych halach oraz po raz pierwszy również na stadionach. Pomimo niezalegalizowanej jeszcze działalności w Polsce, przybyły na nie delegacje z krajów Europy Zachodniej oraz z Czechosłowacji. Uczestniczyło w nich 114 166 osób, a 2388 ochrzczono.
13 sierpnia 1983 roku na stadionie Korony w Krakowie odbyło się zgromadzenie okręgowe m.in. z udziałem delegacji Świadków Jehowy z Czechosłowacji (gdzie działalność podlegała ograniczeniom prawnym), Francji, RFN.
Zgromadzenia odbyły się również m.in. 31 lipca na lodowisku w Tychach, 14 sierpnia w katowickim Spodku (w którym brał udział Theodore Jaracz, członek Ciała Kierowniczego), Domu Kultury Kolejarza w Nowym Sączu, Operze Leśnej w Sopocie, hali Gwardii Warszawa (6 sierpnia), Hali Widowiskowo-Sportowej „Urania” w Olsztynie, Amfiteatrze Tysiąclecia w Opolu (31 lipca), poznańskiej Arenie, Hali Sportowej w Łodzi oraz w Lublinie i we Wrocławiu.

## Kongresy na świecie

### Afryka
Kongresy odbyły się w większości państw afrykańskich. W Zambii, w której działało 57 034 głosicieli zebrało się na 24 zgromadzeniach w sumie 417 122 uczestników – co 15 mieszkaniec tego kraju. W kongresie we Freetown w Sierra Leone, uczestniczyli delegaci z Gwinei, Liberii i Sierra Leone.

### Ameryka Południowa
Kongresy zostały zorganizowane we wszystkich krajach kontynentu.

### Ameryka Północna
W dniach od 7 do 10 lipca 1983 roku 48 zgromadzeń – w Stanach Zjednoczonych (37), Kanadzie, (17) na Bermudach (1) i na Hawajach (3) – połączono telefonicznie z głównymi miastami kongresowymi.
W kongresach w Ameryce Północnej uczestniczyło 1 247 617, a ochrzczono 12 092 osoby.

### Australia i Oceania
W Nowej Zelandii w kongresach uczestniczyło 13 408 osób, a 167 zostało ochrzczonych. Trzy zgromadzenia były połączone telefonicznie z sześcioma kongresami w Australii. W kongresie w Auckland w Nowej Zelandii, obecna była 120-osobowa grupa Świadków Jehowy z Wysp Cooka, dzięki pomocy finansowej nowozelandzkich współwyznawców.

### Azja
W kongresach w Azji – głównie na Dalekim Wschodzie – uczestniczyło 246 358 osób, a ochrzczono 4664 osoby.
W 20 kongresach na Filipinach uczestniczyło 149 219 osób, 1858 zostało ochrzczonych. Chociaż działalność Świadków Jehowy w Indonezji podlegała zakazowi, to pod pretekstem jednoczesnego ślubu kilku par na stadionie w Dżakarcie przedstawiono część programu zgromadzenia. Uczestniczyło w nim blisko 4 tysiące osób, a przed programem potajemnie ochrzczono 125 osób.
Kongresy odbyły się również m.in. w Birmie, Indiach, Japonii, Korei Południowej, Pakistanie.

### Europa
W Europie w kongresach uczestniczyło 709 765 osób, 10 620 zostało ochrzczonych.
W kongresie, który odbył się w Londynie wzięło udział 52 misjonarzy z 19 krajów.
Kongres międzynarodowy odbył się w Messukeskus w Helsinkach.
W Niemczech odbyło się 16 kongresów w 9 językach. W Austrii zorganizowano kongres w Wiedniu, którego program przedstawiono w 3 językach, a w Szwajcarii zgromadzenia odbyły się w Bazylei, Genewie i Zurychu.
Z okazji kongresu Świadkowie Jehowy w Grecji po raz pierwszy zaczęli głosić na ulicy. Wytoczono im 38 spraw, z czego 35 wygrali od razu, a w trzech odwołali się do sądu apelacyjnego.

## Niektóre punkty programu

### Dramaty (przedstawienia biblijne)
- Jednomyślnie wykonamy dzieło Boże pomimo sprzeciwu (Nehemiasz)
- Zachowywanie jedności w gronie rodzinnym

### Wykład publiczny
- Gdzie znaleźć jedność w świecie rozdartym przez konflikty?

W przemówieniu: „Osiągnięcia Szkoły Gilead w latach 1943–1983”, nawiązującym do jej czterdziestoletniej działalności, brali udział zaproszeni misjonarze Szkoły Gilead. Większość kongresów było połączona telefonicznie z głównymi miastami kongresowymi, dzięki czemu obecni mogli wysłuchać niektórych wykładów wygłaszanych tam przez członków Ciała Kierowniczego Świadków Jehowy. Na zgromadzeniach Ciało Kierownicze przedstawiło wprowadzenie w czyn zasady z Listu 2 do Koryntian 8:14, 15, gdzie zachęcono mających nadmiar do zrekompensowania nim niedoborów u innych, „by nastąpiło wyrównanie”. W związku z tym w Salach Królestwa wprowadzono skrzynki z napisem „Datki na Fundusz Sal Królestwa”. Dzięki wolnym datkom zebranym w ten sposób w danym kraju można było pomóc zborom w krajach uboższych, które pilnie potrzebowały Sali Królestwa. Uczestnicy kongresów przyjęli specjalne oświadczenie Deklaracja jedności.

## Kampania informacyjna
Czwartkowe wieczory międzynarodowych kongresów przeznaczone były na działalność kaznodziejską.